# هيذر نوهفر
هيذر نوفر (بالإنجليزية: Heather Nuhfer)‏ (مواليد 1982) هي كاتبة كتب هزلية أمريكية متخصصة بشكل متكرر في مواد جميع الأعمار. كتبت العديد من الكتب المصورة لجميع الأعمار، بما في ذلك القصة الرئيسية في سلسلة فراجل روك.

## روابط خارجية
- انستغرام
- تويتر
- كوميك ديسيبل

### المقابلات
- الناس وراء الدمى
- مقابلة مع Tough Pigs
- مقابلة مع Ponyville Live